# (8661) Ratzinger
(8661) Ratzinger ist ein Asteroid und gehört zu den zahlreichen Miniplaneten, die im Asteroidengürtel zwischen Mars und Jupiter die Sonne umkreisen. Er besitzt einen Durchmesser von etwa 10 km. Seine Rotationsperiode ist noch nicht bekannt.
(8661) Ratzinger wurde am 14. Oktober 1990 von Lutz D. Schmadel und Freimut Börngen an der Thüringer Landessternwarte in Tautenburg entdeckt und bekam den vorläufigen Namen 1990 TA13, bevor er als Nummer 8661 katalogisiert wurde.
Weil zur Zeit der Entdeckung der damalige Kurienkardinal Joseph Aloisius Ratzinger, der spätere Papst Benedikt XVI., die vatikanischen Archive für die Wissenschaft geöffnet hatte, erhielt am 23. Mai 2000 ihm zu Ehren der vorher namenlose Asteroid die Bezeichnung „Ratzinger“.